# Manningford Bohune
Manningford Bohune är en by i civil parish Manningford, i distriktet Wiltshire, i grevskapet Wiltshire, i England. Byn är belägen 12 km från Marlborough. Manningford Bohune var en civil parish fram till 1934 när blev den en del av Manningford. Civil parish hade 158 invånare år 1931.